# 상관계수
상관계수(相關係數, 영어: correlation coefficient)는 두 변수 사이의 통계적 관계를 표현하기 위해 특정한 상관 관계의 정도를 수치적으로 나타낸 계수이다.
여러 유형의 상관계수가 존재하지만 제각기 자신들만의 정의와 특징이 있다. 이들은 모두 값의 범위가 -1에서 +1 사이에 속하며 여기서 ±1은 정도가 가장 센 잠재적 일치를 나타내고 0은 정도가 가장 센 불일치를 나타낸다.

## 같이 보기
- 결정계수
- 피어슨 상관 계수
- 스피어만 상관 계수